# Egyptische zuil
De Egyptische zuil is een statisch object dat op de grond staat en een dak van een Egyptische tempel ondersteunt. Ze zijn er in verschillende vormen met verschillende motieven. Met de Egyptenaren wordt het begin van de zuilenperiode ingeluid. De eerste zuilen werden eerst tegen een muur aan gebouwd en later vrijstaand. Voor een dak werd veel riet gebruikt.

## Verschillende motieven
Zoals boven is beschreven zijn er verschillende soorten motieven of vormen van Egyptische zuilen. De meest voorkomende zuilensoorten zijn:
- Open en gesloten lotuszuil
- Open en gesloten papyruszuil
- Proto-Dorische zuil
- Palmzuil
- Hathorzuil

### Lotuszuil
De kapiteel heeft de vorm van lotussen. De kapitelen kunnen open en gesloten lotussen voorstellen. De meest voorkomende is de gesloten vorm. Meestal worden er 4, 6 en later zelfs 8 lotusbloemen voorgesteld. Het type zuil kwam al voor in het Oude Rijk en werd ook veel gebruikt in het Nieuwe Rijk en de Late periode. Er zit ook een gedachte achter, want de lotus was de patroonplant van Opper-Egypte.

### Papyruszuil
Hierbij kon het gaan om een enkele of een hele bundel. Het kapiteel kon een gesloten of open papyrusbloem hebben. De gesloten papyruszuil komt het eerst voor in de tempel van Sahoere en de open papyruszuil verschijnt reeds in het tempelcomplex van Djoser. Beide types kennen door de geschiedenis heen een evolutie en een kenner kan ze meestal in de juiste periode indelen. Mooie voorbeelden vinden we in Karnak en het Ramesseum.

### Proto-Dorische zuil
Het gaat om een eenvoudige zuil met aan de top een verbreding die een plat vierkant ondersteunt dat op zijn beurt het plafond draagt. Het is een van de eenvoudigst versierde zuilen. Er zijn er veel van te vinden in de tempel van Medinet Haboe.

### Palmzuil
Het kapiteel heeft de vorm van opgaande palmbladeren, ze staan net zoals de papyrus- en lotuszuil aan de bovenkant waar de onderkant is gedecoreerd met schilderingen. Een voorbeeld kan gevonden worden in de Tempel van Horus.

### Hathorzuil
Ze stelde de godin Hathor frontaal (!) voor. De godin werd voorgesteld met koe-oren en had vaak een tempeltje op haar hoofd. Dit type zuil werd gebruikt vanaf het Middenrijk en ze was erg in trek bij tempels voor godinnen en vrouwen. Een mooi voorbeeld is de Tempel van Hatsjepsoet (Deir el-Bahri). In de Late periode en onder de Ptolemaeën komen ze vooral voor in de mammisi. In de tempel van Hathor in Dendera zijn er veel te vinden.

### Voorbeelden van zuilen

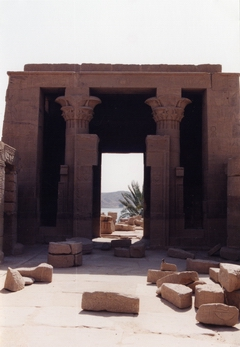
Een lotuszuil in Philae
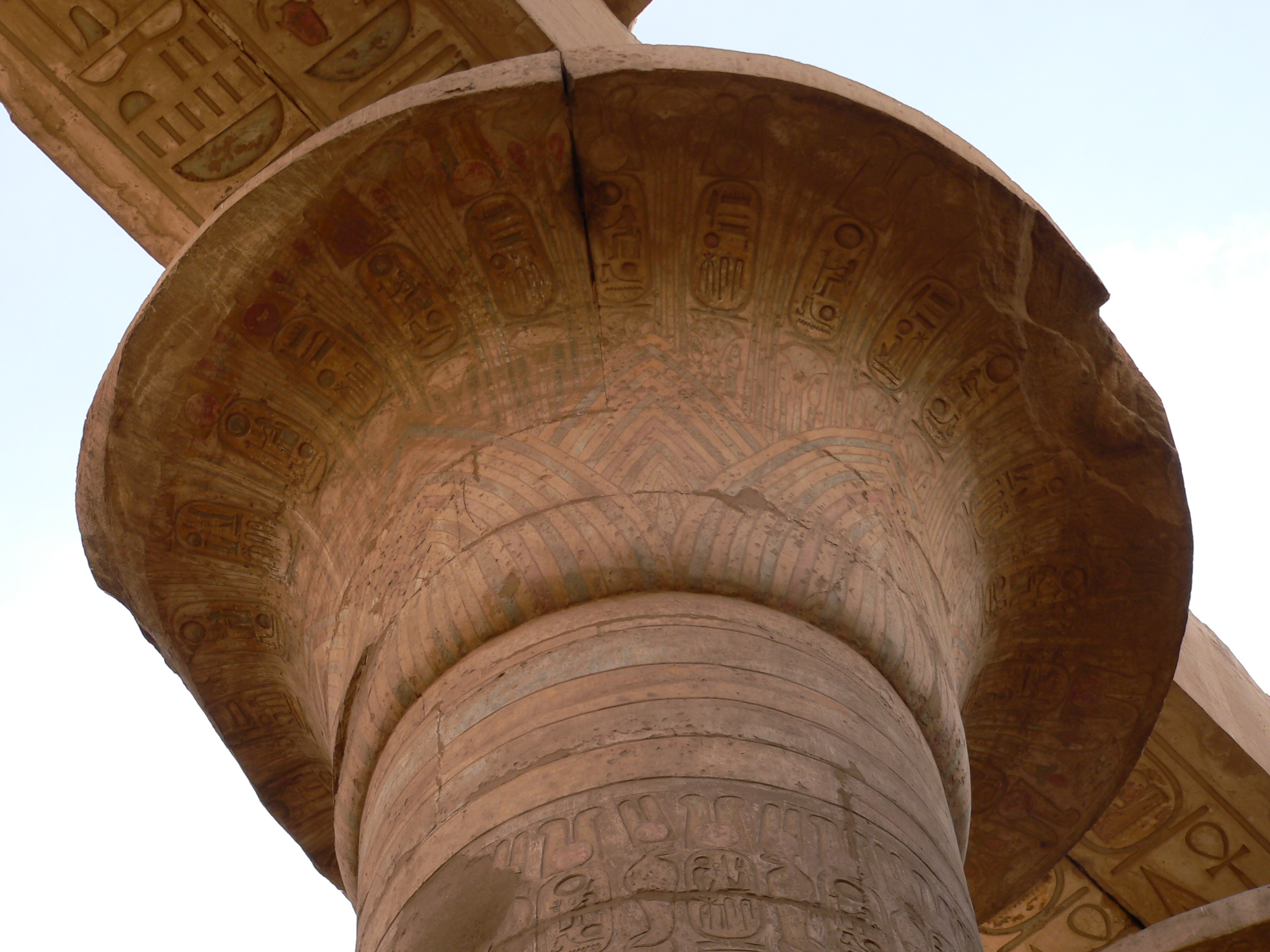
Een papyruszuil in Karnak
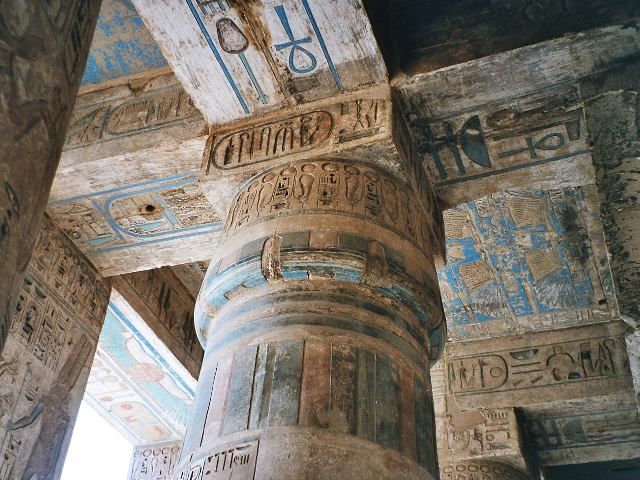
Een proto-dorische zuil in Medinet Haboe
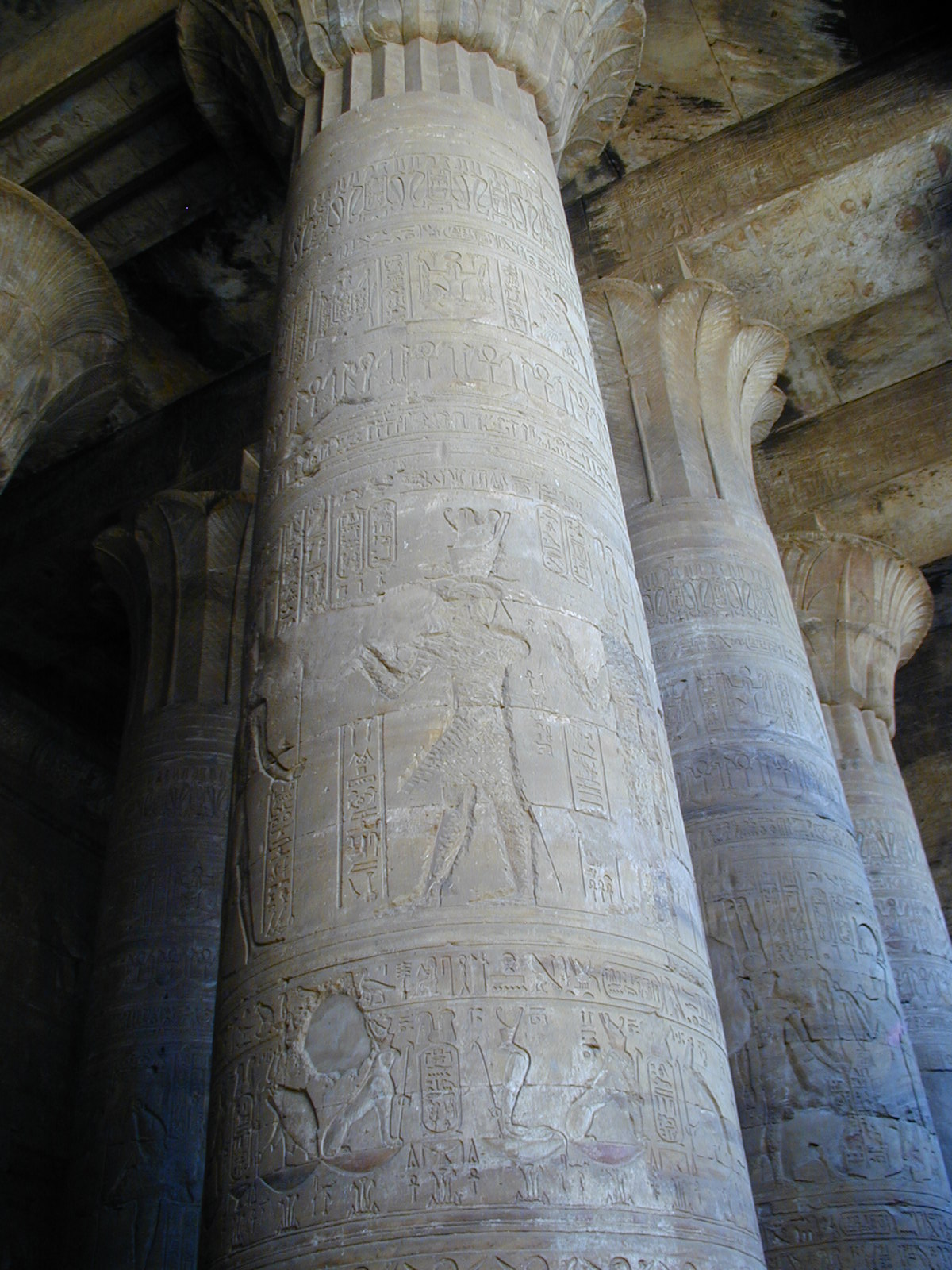
Een palmzuil in Edfu
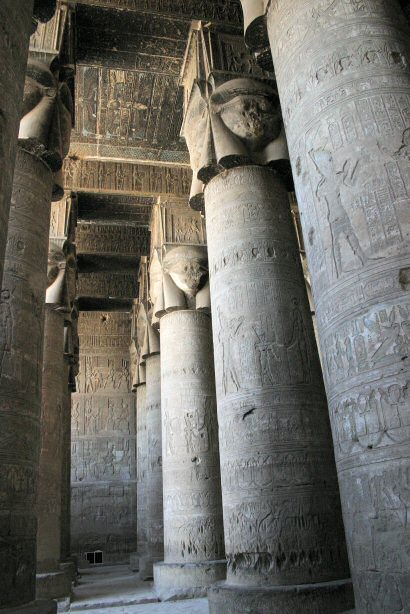
Een hathorzuil in Dendera
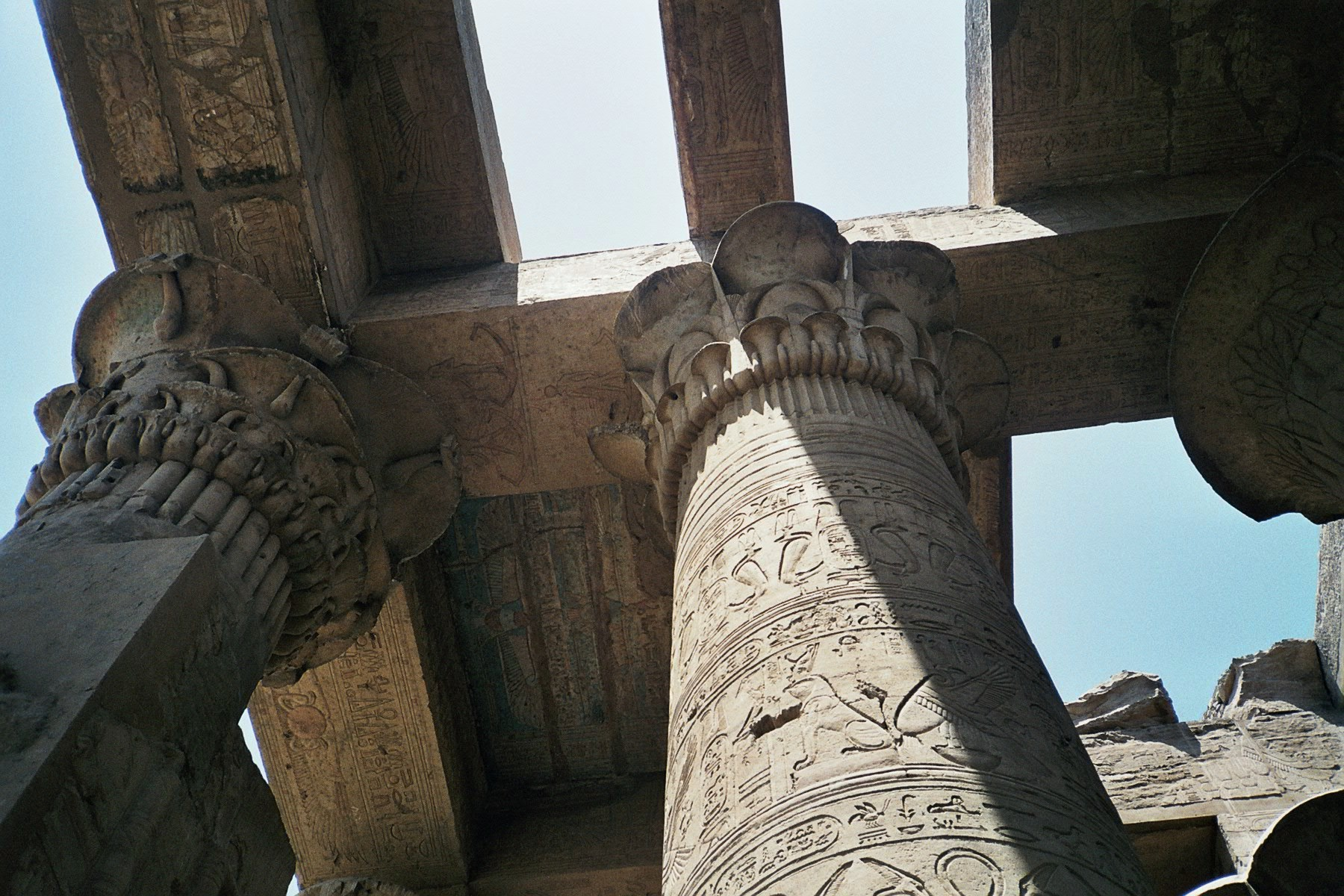
Lotuszuilen in Kom Ombo